# Abbey Weitzeil
Abbey Weizeil (ur. 3 grudnia 1996 w Saugus) – amerykańska pływaczka specjalizująca się w stylu dowolnym, dwukrotna mistrzyni olimpijska i trzykrotna mistrzyni świata.

## Kariera pływacka
Podczas mistrzostw świata na krótkim basenie w Dosze zdobyła trzy medale. Jeden z nich w sztafecie mieszanej 4 × 50 m stylem dowolnym, gdzie wraz z Joshem Schneiderem, Mattem Greversem i Madison Kennedy z czasem 1:28,57 min ustanowiła nowy rekord świata. Srebrne medale wywalczyła w sztafetach kraulowych kobiet 4 × 50 i 4 × 100 m.
Na mistrzostwach świata w Kazaniu w 2015 roku zdobyła dwa medale: złoto w sztafecie mieszanej 4 × 100 m stylem dowolnym oraz brąz w sztafecie kobiet 4 × 100 m stylem dowolnym. W obu tych konkurencjach płynęła tylko w eliminacjach.
Rok później, podczas igrzysk olimpijskich w Rio de Janeiro płynęła w sztafetach 4 × 100 m stylem zmiennym i 4 × 100 m stylem dowolnym. W pierwszej z tych konkurencji zdobyła złoto, a w sztafecie kraulowej srebro. Na dystansie 100 m stylem dowolnym była siódma z czasem 53,30 s. Płynąc w konkurencji 50 m kraulem w półfinale uzyskała czas 24,67 s i nie zakwalifikowała się do finału, zajmując 12. miejsce.